# Louis-Georges Girard
Louis-Georges Girard est un acteur québécois né le 17 février 1955.

## Filmographie

### Cinéma
- 1984 : Le Crime d'Ovide Plouffe : gardien d'Ovide
- 1985 : Hold-Up : le journaliste de télé
- 1986 : Bach et Bottine : responsable du concours
- 1992 : Requiem pour un beau sans-cœur : Mike Di Palma
- 1995 : Liste noire : Roger Gendson
- 1998 : Aujourd'hui ou jamais : huissier #1
- 2000 : Thomas et la Voie Ferrée Magique : Diesel 10 (voix)
- 2002 : Station Nord : le notaire Boiclaire
- 2002 : Les Country Bears : Tennessee (voix)
- 2004 : Premier juillet, le film : M. Joyal
- 2004 : C'est pas moi, c'est l'autre : le concierge
- 2006 : Histoire de famille : Damien Bésette
- 2007 : La lâcheté : Monsieur Roy
- 2008 : La Théorie du fromage (court métrage) : président
- 2010 : Lance et compte : Guy Drouin
- 2011 : La vérité : Émile Pierre Legault
- 2021 : La Contemplation du mystère de Albéric Aurtenèche : le curé
- 2023 : Les Hommes de ma mère d'Anik Jean : Me Doucet

### Télévision
- 1985 : Le Village de Nathalie
- 1988 : Lance et compte : Deuxième saison : Drouin
- 1989 : Cormoran : Rousseau
- 1991 : Le Choix : Drouin
- 1991 : Lance et compte : Le crime de Lulu : Drouin
- 1991 :  Lance et compte : Tous pour un : Drouin
- 1991 : Lance et compte : Envers et contre tous : Drouin
- 1992 : Montréal ville ouverte
- 1995 : Les Machos : Dr Gilles Besner
- 1995 : Radio Enfer : M. Charest
- 1995 : Les grands procès : Maître Miquelon
- 1997 : Un gars une fille  : chef Louis George

- 1998 : Bouscotte : Rosaire Lévesque
- 1998 : Caserne 24 : Pierre-Paul Girouard (Pépé)
- 2003 : 3X Rien : le producteur
- 2003 : Chartrand et Simonne : juge Ouimet
- 2004 : Smash : Jacques Gagnon
- 2005 : Ramdam : Mark Derome
- 2007 : Destinées : Jacques Simard
- 2009 : Les Hauts et les Bas de Sophie Paquin : juge
- 2009 : Lance et compte: Le grand duel : Guy Drouin
- 2011 : Mirador : Jacques Paulin
- 2012 : Lance et compte: La déchirure : Guy Drouin
- 2015 : Lance et compte : Guy Drouin
- 2016: District 31 : Luc Normandin

### Doublage
- 1995 : Histoire de jouets : M. Patate (voix)
- 1997 : Les Chats ne dansent pas : M. Patate (voix)
- 1999 : Histoire de jouets 2 : M. Patate (voix)
- 2001 : Atlantis, l'empire perdu : Jebidiah Allardyce « La Galette » Farnsworth (voix)
- 2003 : Atlantis : Le Retour de Milo : « La Galette » (voix)
- 2003 : Patates et Dragons (dessin animé) : le Roi Hugo III (voix)
- 2006 : Les Bagnoles : Darrell Cartrip (voix)
- 2010 : Histoire de jouets 3 : M. Patate (voix)
- 2010 : Megamind : le maire de Metro City (voix)
- 2011 : Rio : Achez (voix)
- 2011 : Les Bagnoles 2 : Darrell Cartrip (voix)
- 2013 : L'université des Monstres : Don Carlton (voix)
- 2014 : Opération Casse-noisette : Fingers (voix)
- 2017 : Les Bagnoles 3 : Darrell Cartrip (voix)
- 2019 : Histoire de jouets 4 : M. Patate (voix)

## Animation
- 1988-en cours Téléthon Opération Enfant Soleil: Animateur (depuis 2004)
- 1997-2002 Les trois mousquetaires: Animateur